# Kasepuhan
Die Kasepuhan sind eine ethnische Gruppe von etwa 5300 Menschen. Sie leben im südlichen Gebiet des Nationalparks Gunung Halimun in der Provinz West-Java, Indonesien. Der Nationalpark Gunung Halimun befindet sich innerhalb der Grenzen des kabupaten Sukabumi, Bogor und Süd-Banten. 
Nach mündlichen Informationen leben die Kasepuhan in diesem Gebiet seit etwa 570 Jahren. Um das Jahr 1430 lebten die Stammväter der Kasepuhan in der Umgebung von Bogor, östlich des Gunung Halimun. Zu dieser Zeit gab es auch mehrere Pajajaran-Königreiche in West-Java, zum Beispiel in Banten, aber auch in Bogor. Die Pajajaran folgten dem Hinduismus als ihrer wichtigsten Religion, aber sie kombinierten diese mit animistischen Ethnoreligionen und sudanesischen Traditionen. Die Kasepuhan behaupten, dass sie genetisch verwandt sind mit den Baduy, einer anderen traditionellen Gruppe in West-Java.
Heute stehen die Kasepuhan unter dem Einfluss des Islams, aber sie folgen den Vorschriften dieser Religion nicht strikt. Genauso wie ihre Stammväter, verschmelzen verschiedene Traditionen und Religionen bei ihnen in einer einzigartigen Kasepuhan-Tradition. 
Die Kasepuhan leben wirtschaftlich nahezu autark. Hauptsächlich leben sie von Landwirtschaft. Die landwirtschaftlichen Tätigkeiten lassen sich in drei Gruppen einteilen: sawah (Nassreisanbau auf horizontalen Feldern), ladang (Brandrodung an Hängen unter anderem für Trockenreis) und kebun (Gärten auf horizontalen Feldern). Etwa 85 % des Landes der Kasepuhan besteht aus sawah, 10 % aus ladang und 5 % aus kebun.